# Megachile turbulenta
Megachile turbulenta är en biart som beskrevs av Mitchell 1930. Megachile turbulenta ingår i släktet tapetserarbin, och familjen buksamlarbin. Inga underarter finns listade i Catalogue of Life.